# Марін Болльє
Марін Больє (фр. Marine Bolliet, 14 січня 1988) — французька біатлоністка, чемпіонка світу 2007 року серед юніорів у складі естафети та дворазова чемпіонка Європи 2008 року серед юніорів.

## Кар'єра в Кубку світу
- Дебют в кубку світу — 9 січня 2009 року в спринті в Обергофі — 62 місце.
- Перше попадання в залікову зону — 15 січня 2011 року в спринті в Рупольдінгу — 40 місце.
- Перший подіум — 4 січня 2012 року в естафеті в Обергофі — 3 місце.

Першим роком Марін в біатлоні став 2003 рік, а з 2005 вона виступає за національну збірну Франції. Перший свій бал на етапах кубка світу Марін здобула у 2011 році. За результатами сезону 2010-2011 вона посіла 97 місце (останнє серед біатлоністів, які отримали у сезоні залікові бали) здобувши такуж кількість балів як і японська біатлоністка Фуюко Судзукі та білоруська — Настасія Дуборєзова.

## Загальний залік в Кубку світу
- 2010—2011 — 97-е місце (1 очко)
- 2011–2012 — 62-е місце (56 очок)
- 2012–2013 — 50-е місце (95 очок)

## Виступи на чемпіонаті Європи
| Рік  | Міце проведення    | Інд | Спр | Пр | МС | Ест | ЗМ |
| ---- | ------------------ | --- | --- | -- | -- | --- | -- |
| 2011 | Ріднау-валь Рідана | 6   | 3   | 2  | х  | 7   | х  |

## Статистика
У таблиці наведено статистику виступів біатлоніста в Кубку світу.
- Місця 1–3: кількість подіумів
- Чільна 10: кількість фінішів у першій десятці
- В очках: кількість виступів, на яких біатлоніст здобував очки
- Старти: кількість стартів
- Естафета: включно зі змішаною

| Місця                              | Індивід. | Спринт | Персьют | Мас-старт | Естафета | Разом |
| ---------------------------------- | -------- | ------ | ------- | --------- | -------- | ----- |
| 1                                  |          |        |         |           |          |       |
| 2                                  |          |        |         |           | 1        | 1     |
| 3                                  |          |        |         |           | 1        | 1     |
| Чільна 10                          |          |        |         |           | 4        | 4     |
| В очках                            | 1        | 6      | 6       | 1         | 4        | 18    |
| Стартів                            | 5        | 22     | 12      | 1         | 4        | 44    |
| Станом на: кінець сезону 2012/2013 |          |        |         |           |          |       |

## Статистика стрільби
| № п/п | Сезон     | Загальна        | Індивідуальна гонка | Спринт        | Гонка переслідування | Мас-старт     | Естафета      |
| ----- | --------- | --------------- | ------------------- | ------------- | -------------------- | ------------- | ------------- |
| 1     | 2008-2009 | 80% (8/10)      | 0% (0/0)            | 80% (8/10)    | 0% (0/0)             | 0% (0/0)      | 0% (0/0)      |
| 2     | 2010-2011 | 78,6% (55/70)   | 85% (17/20)         | 80% (24/30)   | 70% (14/20)          | 0% (0/0)      | 0% (0/0)      |
| 3     | 2011-2012 | 78,9% (168/213) | 70,0% (28/40)       | 80,0% (64/80) | 81,7% (49/60)        | 85,0% (17/20) | 76,9% (10/13) |
| 4     | 2012-2013 | 81,1% (206/254) | 90,0% (18/20)       | 81,1% (73/90) | 80,0% (96/120)       | 0% (0/0)      | 79,2% (19/24) |